# Kandík psí zub
Kandík psí zub (Erythronium dens-canis) je vzácná, brzy zjara růžovofialově kvetoucí bylina z čeledi liliovitých. Jde o rostlinu kriticky ohroženou a v České republice zákonem chráněnou.

## Popis
Kandík psí zub je vytrvalá jednoděložná rostlina nižšího vzrůstu, zpravidla do 20 cm vysoká. Listy jsou vejčité až široce kopinaté, nachovo-tmavozeleně mramorované; vyrůstají přízemně, vstřícně, v malém počtu (obvykle jen dva). Lodyha je rudofialová, tenká, lysá. Rostlina kvete začátkem jara (v březnu a začátkem dubna) nápadným, zpravidla jen jediným velkým nícím květem růžovofialové barvy. Okvětní lístky jsou až 5 cm dlouhé, často nazpět se ohýbající, při bázi poněkud tmavší, popřípadě skvrnité. Plodem je tobolka.
Kandík psí zub má malou, v zemi ponořenou cibulku podlouhlého tvaru, jež dala rostlině druhové jméno.
Barvou, tvarem i vzrůstem se kandík podobá bramboříku (Cyclamen) z čeledi prvosenkovité (Primulaceae).

## Ekologie a rozšíření
Kandík psí zub je jediným druhem rodu kandík rostoucím v Evropě. Je nesouvisle rozšířen v jižní a střední Evropě: od severu Portugalska a Španělska přes Francii, Švýcarsko, Itálii, Rakousko, jižní Slovensko (Brzotínské skály, Muráňská planina) až na Ukrajinu a sever Balkánského poloostrova.
Roste zpravidla ve světlých květnatých bučinách.

### Výskyt v Česku

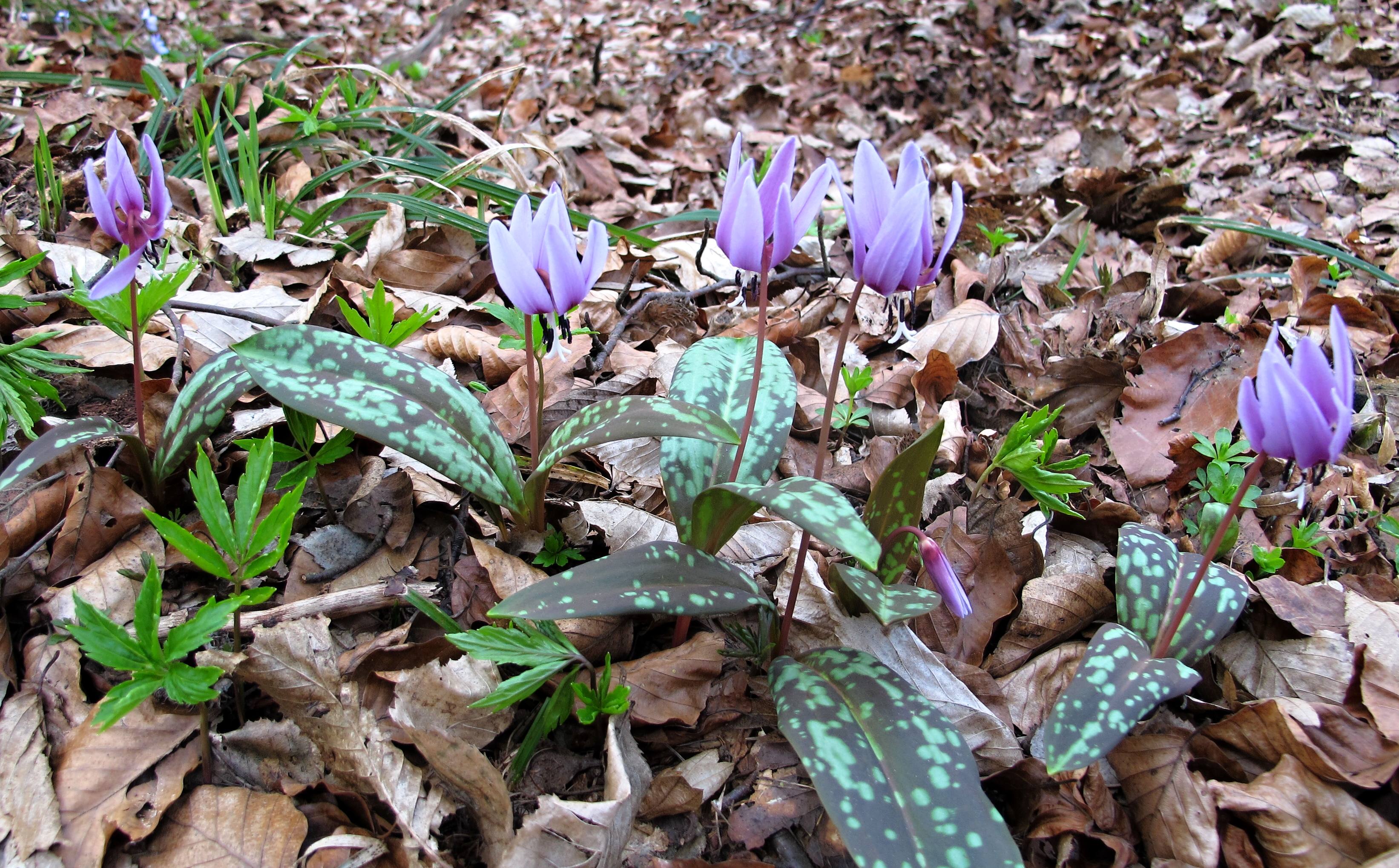
Skupina kvetoucích rostlin v NPP Medník

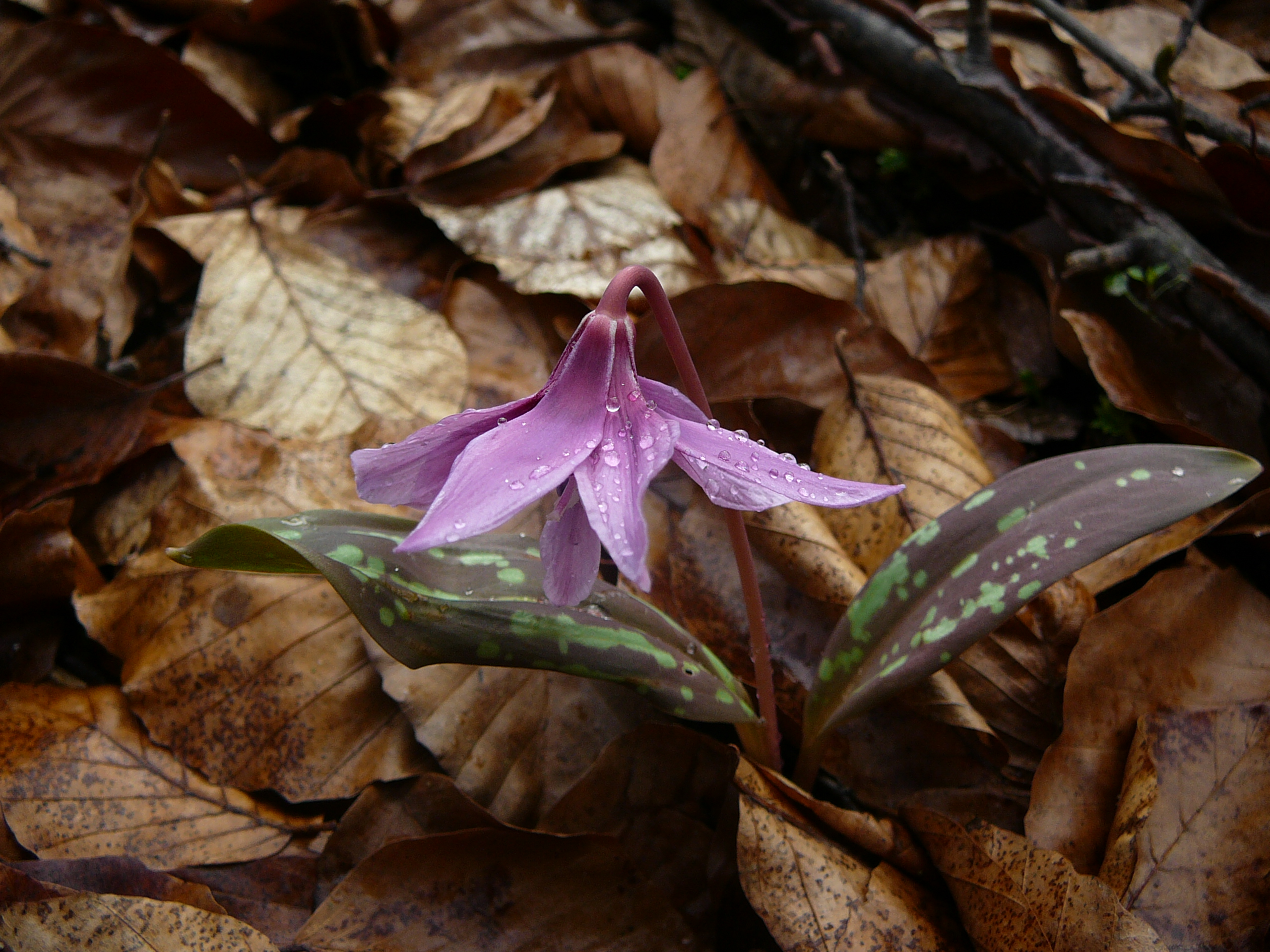
Kandík psí zub v lokalitě na vrchu Medník v Posázaví

Kandík psí zub se v České republice v současné době vyskytuje pouze na jediném přírodním stanovišti, a to na úbočí vrchu Medník ve středních Čechách při levém břehu řeky Sázavy, kde byl objeven roku 1828. Území je již od roku 1933 chráněné jako národní přírodní památka Medník. Kandík se zde vyskytuje v podrostu světlé bučiny v nadmořské výšce asi 300 metrů společně s dalšími druhy rostlin, např. jaterníkem podléškou a ostřicí chlupatou. Občas bývá pěstován jako okrasná cibulovina, vitální populace několika set rostlin roste například v zámeckém parku v Letohradě.
Otázka původnosti výskytu kandíku psího zubu na Medníku není jednoznačně zodpovězena, některé teorie předpokládají, že jde o reliktní stanoviště kdysi značného rozšíření tohoto druhu, jiné hypotézy se přiklání k teorii zavlečení z jižní Evropy v průběhu středověku či novověku. Dříve byl uváděn výskyt kandíku psího zubu i z dnes zaniklé lokality v okolí Bečova nad Teplou.

## Odraz v kultuře
Vyobrazení kandíku psího zubu je součástí znaku obce Hradištko, v jejíž katastrálním území se nachází vrch Medník. Název Kandík nese jedna ze skladeb Honzy Nedvěda, který prožil mládí v obci Luka pod Medníkem.